# Unitatis redintegratio
Unitatis Redintegratio (dobesedno slovensko Obnova edinosti) - sicer pa v slovenskem prevodu imenovan Odlok o ekumenizmu (uobičajena kratica E) - je dokument Rimskokatoliške Cerkve, ki je nastal med drugim vatikanskim koncilom. Izglasovan in sprejet je bil 21. novembra 1964; zanj je glasovalo 2.137 koncilskih očetov, proti pa 11. 
"Odobril, odločil, potrdil, ukazal" ter objavil ga je istega dne papež Pavel VI..

## Vsebina odloka
Dokument govori o ekumenizmu. Razglaša, da je ena prvih nalog tega vesoljnega cerkvenega zbora "pospeševati obnovitev enotnosti med vsemi kristjani" .

## Sestava odloka

### Slovenski uvod vOdlok o ekumenizmu[3]
- Nastanek odloka (str. 23)
  - Predkoncilski teksti, nanašajoči se na edinost kristjanov (str. 24)
  - Dva koncilska osnutka (str. 24)
  - Popravki osnutka (str. 25)
- Vsebina odloka (str. 28)
- Pomen odloka (str. 31)[4]

### Besedilo odloka
V oklepaju je navedeno ustrezno oštevilčenje posameznih točk dokumenta.
- Uvod (1)
- 1. poglavje: Katoliška načela ekumenizma
  -     - Edina in ena sama Cerkev (2)
    - Odnosi ločenih bratov do Katoliške Cerkve (3)
    - Ekumenizem (4)
- 2. poglavje: Praktično izvrševanje ekumenizma
  -     - Enotnost mora biti naloga vseh kristjanov (5)
    - Prenova Cerkve (6)
    - Spreobrnjenje srca (7)
    - Skupna molitev (8)
    - Medsebojno bratsko spoznavanje (9)
    - Ekumenska vzgoja (10)
    - Način izražanja in podajanja verskega nauka (11)
    - Sodelovanje z ločenimi brati (12)
- 3. poglavje: Od rimskega apostolskega sedeža ločene cerkve in cerkvene skupnosti
  -     - Različne ločitve (13)

  - I. Posebno upoštevanje vzhodnih Cerkva
    - Duh in zgodovina, lastna vzhodnim kristjanom (14)
    - Liturgično in duhovno izročilo vzhodnih kristjanov (15)
    - Posebna disciplina (pravna urejenost) vzhodnih kristjanov (16)
    - Poseben značaj vzhodnih kristjanov glede na vprašanja verskega nauka (17)
    - Sklep (18)

  - II. Ločene Cerkve in cerkvene skupnosti na zahodu
    - Poseben položaj teh skupnosti (19)
    - Vera v Kristusa (20)
    - Preučevanje svetega pisma (21)
    - Zakramentalno življenje (22)
    - Življenje v Kristusu (23)
    - Sklep (24)